# Byron Leftwich
Byron Antron Leftwich (Washington, 14 gennaio 1980) è un ex giocatore di football americano e allenatore di football americano statunitense che ha militato nel ruolo di quarterback nella National Football League (NFL), vincendo il Superbowl XLIII con i Pittsburgh Steelers  . Fu scelto nel corso del primo giro (7º assoluto) del Draft NFL 2003 dai Jacksonville Jaguars. Al college ha giocato a football alla Marshall University. Dal 2017 ha iniziato la carriera prima con il ruolo di allenatore dei quarterback e in seguito di Offensive Coordinator.

## Carriera da giocatore

### Jacksonville Jaguars
Letfwitch fu scelto come settimo assoluto nel Draft 2003 dai Jacksonville Jaguars e divenne il quarterback titolare alla quarta settimana della sua stagione da rookie. Dopo le prime undici giornate della stagione 2005, Byron aveva il nono passer rating della lega e aveva passato 15 touchdown con 5 soli intercetti. Nella gara contro gli Arizona Cardinals si ruppe però una caviglia venendo costretto a saltare le cinque rimanenti gara della stagione regolare. Fece ritorno nel primo turno dei playoff, coi Jaguars che persero 28-3 contro i New England Patriots.
Nella quarta settimana della stagione 2006, Leftwitch si infortunò ancora alla caviglia e la conseguente operazione chirurgica lo costrinse a perdere il resto della stagione. A fine anno, a Byron fu preferito David Garrard come quarterback titolare, concludendo così la sua avventura ai Jaguars.

### Atlanta Falcons
On 18 settembre 2007, Leftwich firmò un contratto biennale coi Falcons. con cui partì come riserva del titolare Joey Harrington. Giocò bene nella settimana 5 nella sua prima gara da titolare ma la caviglia tornò a tormentarlo, tanto che la successiva gara come titolare la giocò poi nella settimana 11. Il 15 febbraio 2008 fu tagliato dai Falcons.

### Pittsburgh Steelers
Il 10 agosto 2008, Byron firmò con gli Steelers come riserva di Ben Roethlisberger. Nel corso dell'anno completò 21 passaggi su 36 tentativi con 303 yard, 2 touchdown e nessun intercetto, con un 104,3 di passer rating, oltre a un touchdown segnato su corsa. Leftwich si guadagnò un anello del Super Bowl come riserva di Big Ben quando gli Steelers batterono gli Arizona Cardinals nel Super Bowl XLIII.

### Tampa Bay Buccaneers
Leftwich firmò un contratto biennale coi Tampa Bay Buccaneers il 12 aprile 2009, venendo nominato titolare per la stagione 2009.
Il 28 settembre i Buccaneers misero in panchina Leftwich dopo una deludente sconfitta contro i New York Giants e tre sconfitte consecutive nell'inizio di stagione. Josh Johnson fu nominato titolare mentre Leftwich scese al terzo posto della graduatoria dietro a Josh Freeman. A causa anche di un infortunio al gomito, Byron non giocò più nel resto della stagione.

### Ritorno agli Steelers
Leftwich tornò agli Steelers dovendo essere il titolare al posto di Roethlisberger durante le quattro gare di squalifica di Ben. L'ennesimo infortunio lo privò dell'occasione e nel campionato 2010 disputò una sola partita, l'ultima della stagione, contro i Cleveland Browns.
Nella stagione 2011 Byron non scese mai in campo. Tornò a giocare nella settimana 10 della stagione 2012 quando Roethlisberger si infortunò gravemente a una caviglia dopo un sack subito, guidando la squadra alla vittoria ai supplementari contro i Kansas City Chiefs. In un momento decisivo per la conquista dei playoff da parte degli Steelers, Leftwitch fu nominato titolare per la successiva gara contro i Baltimore Ravens. Nella prima partenza dall'inizio in tre anni, il giocatore passò con 18/39 per 201 yard, segnò un touchdown su corsa e subì un intercetto, con gli Steelers che furono superati dai Baltimore Ravens. Avrebbe dovuto partire dall'inizio anche nella gara successiva ma un infortunio non glielo consentì. Si ritirò alla fine della stagione 2012.

## Carriera da allenatore

### Arizona Cardinals
Il 9 maggio 2016 Leftwich venne ingaggiato dagli Arizona Cardinals come tutor di supporto ai quarterback in vista dell'imminente training camp. In seguito venne promosso in via definitiva come allenatore dei quarterback il 27 gennaio 2017. Il 19 Ottobre 2018 viene scelto per sostituire il coordinatore offensivo Mike Mcoy sollevato dall'incarico. Dopo una stagione fallimentare conclusasi con un record di 3 vittorie e 13 sconfitte, e il conseguente allontanamento dell'allora capo allenatore della squadra Steve Wilks, Leftwich terminò la sua esperienza con i Cardinals il 31 Dicembre 2018.

### Tampa Bay Buccaneers
L'8 Gennaio 2019 venne ingaggiato dai Tampa Bay Buccaneers, come Coordinatore offensivo e del passing game, entrando a far parte dello staff del nuovo capo allenatore Bruce Arians, con cui Lefwich ebbe già modo di collaborare durante la sua precedente esperienza ai Cardinals.

## Palmarès

### Franchigia
- Super Bowl : 1

Pittsburgh Steelers: XLIII
- American Football Conference Championship: 1

Pittsbourgh Steelers: 2009

### Individuale
- Quarterback della settimana: 1

4ª del 2004
- PFWA All-Rookie Team - 2003